# 前戯
前戯（ぜんぎ）とは、性行為の一部をなす行為である。性交に先立って、互いの興奮を高めるために行われる行為全般を指す。

## 概要

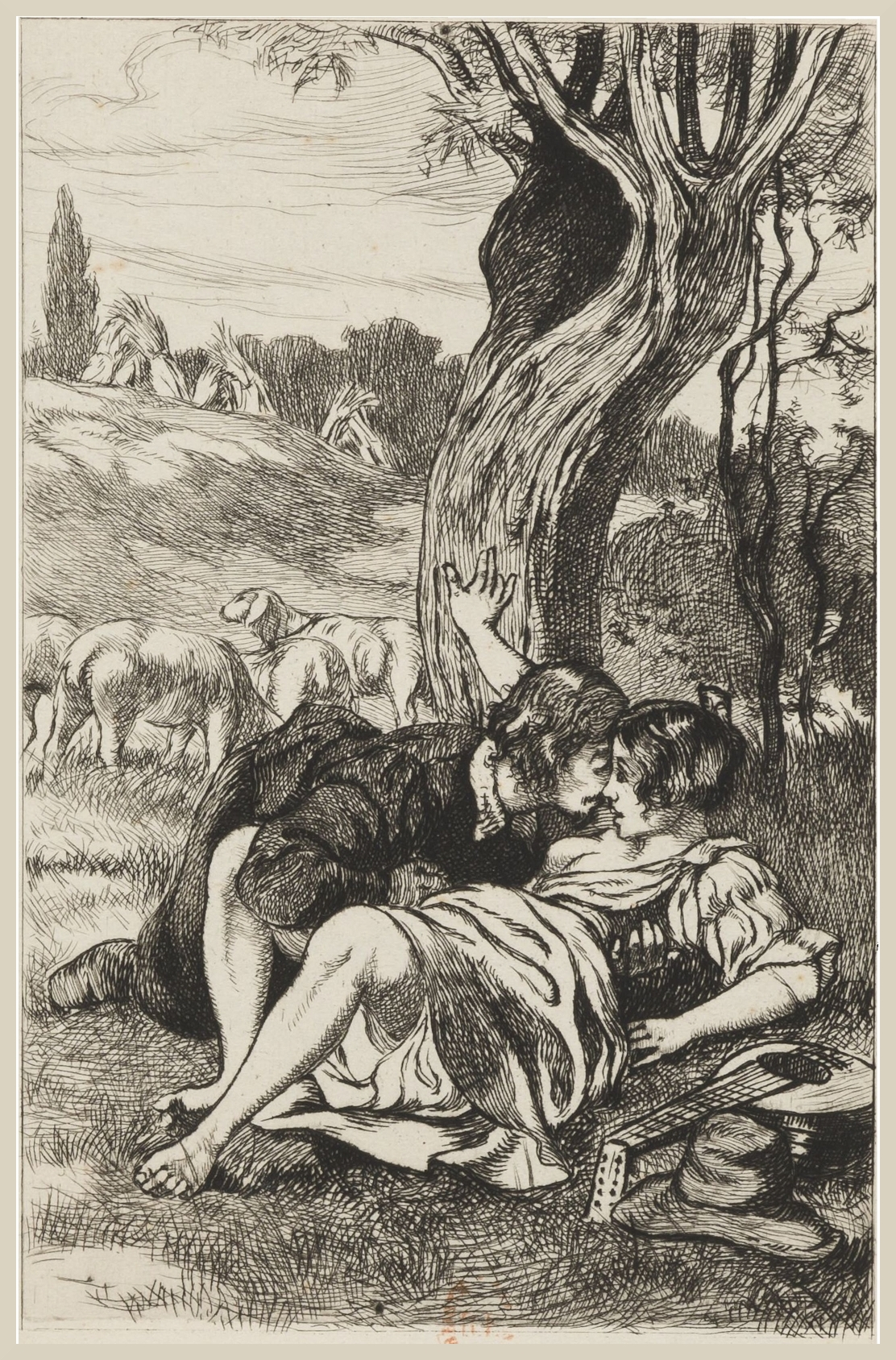
前戯

一般的には愛撫でじっくりと性感を高め合い、その後丁寧な前戯で強く性感を高め合った後に性交する。前戯をしっかり行うことで、お互いの興奮が高まり、女性器からは愛液が分泌され自然に膣口が開きやすくなり、男性器の受け入れ態勢が整う。十分な前戯を行わない状態での性交は女性にとっては耐え難い苦痛になり、相手によっては性器が損傷を受ける可能性もある。
前戯に対して性交後に行う性行為を後戯と呼ぶが、各種調査によれば、前戯ほど意識して行われていないとされる。しかし無意識的な後戯事例は多く、主に抱擁や性器・性感帯刺激を伴わない愛撫などの行動が見られる。これらは人間の性行為が、繁殖活動のみならず、コミュニケーション手段として行われているためとされる。
性交を省略するペッティングの場合は前戯でオーガズムに達した後、後戯に入る。

### 動物の例
ヒトを除く動物の場合は、ボノボを除くとコミュニケーション手段としての役割を持たないが、それでも前戯に相当する行動様式が見られるものもある。それらは主に求愛行動と連続して行われるのが常だが、身近な例としては以下の様式があげられる。
ゲラダヒヒゲラダヒヒに関しては、河合雅雄の詳しい研究があり、立花隆との対談集『サル学の現在』において、音声コミュニケーションや交尾の際、雄雌ともに大声を上げたり、人間同様に前戯も行うことなどそのユニークな行動について語られている。またゲラダヒヒの調査は驚きの連続であり、それまで考えていたサル社会の秩序についての常識が、次々に崩された思いだと述べている。
イヌイヌは性的な興奮の段階によって、相手の性器を舐める仕草をすることがある。また個体によってはマーキング衝動を誘発させ、オスがメスに対して尿を掛けるなどの、稀に人間にも見られるような行為を行う物もあると言われている。これらの効果は不明だが、性的興奮に伴う衝動に拠るものと解釈される。
ネコネコは求愛活動の段階に於いて、交尾前に体をすり合わせるなどの行為を行うことがある。これは親愛の情を示す行動様式にも酷似しているため、この一種であると思われるが、これによりお互いの体臭を付け合う行為であると考えられる。またオスは交尾直前にメスの首筋に噛み付くが、これはメスが既に行為を許可している場合にのみ許す行為で、そうでない場合は向き直ったメスにオスは顔面を引っ掻かれる。なおメスはオスに首筋を強く噛ませることにより、交尾の体制に入る。これを受けてオスはメスに挿入・結合する。
ハムスターハムスターも交尾の前にオスがメスの性器を舐める動作を行う。これは唾液により性器の挿入を容易にする目的が大きいと考えられている。

## 行為の意味
これらは精神的にも肉体的にも興奮して、性交でオーガズムを得やすくするための助けとなる行為である。オーガズムは、単なる精神的充足のみならず、受胎率の向上に関係すると言われ、また精神的充足においても、行為の後に続く日常生活に好作用を与えると考えられている。
前戯を行わなくても、性交を行うことは不可能ではない。しかし女性は、十分な前戯を行わないとオーガズムに達することは難しく、さらに言えば性器結合以前に性的興奮を伴わない場合では、愛液不足から来る過度の摩擦により、苦痛を受ける原因となりやすい。十分な前戯は、性交をせずともオーガズムは得ることを可能であるが、女性にあってはオーガズムを性交中に複数回感じることも可能であるため、より快楽的な行為のために前戯を尽くすこともある。ただしあまりやり過ぎると、疲労などにより肝心の結合前にピークが過ぎてしまうこともあるため、見極めが難しいとされる。
一方、男性にしても前戯の段階で性的興奮を高めることにより、勃起の持続時間が長くなる・射精後の回復が早くなるケースも見られるため、よい行為のためには、前戯は必要と思われる。

## 行為の内容
人により、様々な前戯が行われる。これは人間の場合は様々な性的興奮の様式があるためである。
また順番も定まった物があるわけではない。
- 接吻[注釈 1]
- 脱衣[注釈 2][1]
- 愛撫
- 手マン
- 手コキ
- クンニリングス
- フェラチオ
- パイズリ
- オーラルセックス

マニュアル化された前戯様式もあり、これらはアダルトビデオなどの映像媒体に多く見られる。大前提として、当事者間で認め合う価値観が両者に存在しないことには、この行為は成り立たない。

## 注意点
これらの行為では、ほとんどの場合において、他人との比較はきわめて難しい。特に普段見ているポルノビデオの真似をして見るのは一つの手段でもあるが、いきなりそのような媒体の真似事をはじめると、相手を戸惑わせ、場合によっては不快感を催させる結果にもなりかねない。事前に同じビデオを見て「今度、これを試してみようか？」などとする確認を取っておく方法も薦められる。特に人間同士のこれらの行為では、言葉によらないコミュニケーション手段とも言えるので、意思の疎通は重要である。
また力加減も重要な問題で、男性のペニスの先端部（亀頭）は乾燥状態における強い摩擦に弱く、睾丸は過度に圧迫されると鈍痛を、さらに強く圧迫すると激痛を与える。女性の陰核は軽く触れるだけで充分で、摘んで引っ張ったり、乾いた指でこすられると、男性の亀頭以上に痛みを感じる。また女性の乳首・乳房も、強い張りのある人では、あまり強く刺激されると男性の睾丸同様に鈍痛などの痛みを生じると言われる。しかし中には、その痛みが微妙にいいという人もあるため、はじめは加減して、次第に強くして、様子をうかがいながら加減を調整するのがよいと思われる。
なお一般にはあまり語られることは少ないが、男性の乳首も、多分に感受性の高い部位である。触れる・摘む・舐るといった行為も有効であるため、これらも併せて相互理解を深めるのもよいと思われる。特に性器以外の皮膚表面全般に対する性感帯分布は、感度の差こそあれ、男女差が意外と少ないことが知られている。「自分が触られて嬉しい・気持ちよい部分」を相手の体に置き換えて触って見るのも、この前戯における一つの手段である。